# Joy Williams (chanteuse)
Pour les articles homonymes, voir Joy Williams et Williams.
Joy Williams est une autrice-compositrice-interprète américaine. Elle a grandi dans une famille chrétienne et a enregistré trois albums de musique chrétienne, recevant 11 nominations au GMA Dove Award. Après l'enregistrement de plusieurs EP de musique populaire elle a formé le duo The Civil Wars avec John Paul White. Le duo a reçu trois Grammy Awards pour 4 nominations.

## Discographie

### Solo
- Joy Williams, 2001 [Reunion]
- By Surprise, 2002 [Reunion]
- Genesis, 2005 [Reunion]
- Connect Sets EP (online only), 2005 [Reunion/Sony Connect]
- Every Moment: The Best of Joy Williams, 2006 [Reunion]
- One of Those Days EP, 2009 [Sensibility Music]
- Charmed Life (Remixes) Digital EP, 2009 [Sensibility Music]
- Songs From This EP, 2009 [Sensibility Music]
- Songs From That EP, 2009 [Sensibility Music]
- More Than I Asked For EP, 2009 [Sensibility Music]
- We Mapped the World EP, 2010 [Sensibility Music]
- Venus, 2015 (Sensibility Music)
- Venus (Acoustic), 2016 (Sensibility Music)
- Front Porch, 2019 (Sensibility Music)

### The Civil Wars
- Live at Eddie's Attic (2009) [Sensibility Music]
- Poison & Wine (EP, 2009) [Sensibility Music]
- Barton Hollow (2011) [Sensibility Music]
- Safe & Sound (song) (2012) The Hunger Games Soundtrack [Universal Republic]
- The Civil Wars (2013) [Sensibility Music]